# Funifera grandifolia
Funifera grandifolia är en tibastväxtart som beskrevs av Domke. Funifera grandifolia ingår i släktet Funifera och familjen tibastväxter. Inga underarter finns listade i Catalogue of Life.